# Улемек, Милорад
Ми́лорад Лу́кович (серб. Милорад Луковић), при рождении Улемек (серб. Улемек), также известен под псевдонимом Ле́гия (серб. Легиjа); род. 18 марта 1968 года (по другим данным — 15 марта 1965 года), Белград, СР Сербия, СФРЮ) — бывший командир спецназа «Супер тигры» Сербской добровольческой гвардии и спецназа «Красные береты» Службы государственной безопасности Сербии.
После нескольких судебных процессов в середине 2000-х приговорён, в общей сложности, к 40 годам лишения свободы за убийство премьер-министра Сербии Зорана Джинджича и покушения на других сербских политиков.

## Биография
Милорад Улемек родился в Белграде в семье младшего офицера Югославской Народной Армии. Был трудным подростком. Учился на автослесаря, позднее окончил медицинское училище. Дружил с будущим сербским криминальным авторитетом Кристияном Голубовичем, с ним участвовал в нескольких ограблениях. Был известен под кличкой «Цема» (серб. Цемент).
В 1985 году бежал во Францию, где 10 апреля 1986 года поступил на службу во Французский Иностранный легион, отчего впоследствии получил прозвище «Легия» (серб. Легион). Участвовал в боевых действиях в Чаде, Ливии, Бейруте, Французской Гвиане, Ираке.
18 марта 1992 года вернулся на родину, где вступил в Сербскую добровольческую гвардию Желько Ражнатовича «Аркана». Опытный военный, он сумел многому научить сербских добровольцев.
В 1994 году создал на базе СДГ спецназ «Супер тигры». После его роспуска в 1996 году Службой государственной безопасности Сербии было создано подразделение «Красные береты», в которое Улемек был зачислен, а незадолго до начала Косовской войны возглавил.

## Арест и обвинения
Арестован в 2003 году по обвинению в соучастии в убийстве премьер-министра Сербии Зорана Джинджича в марте этого же года. Кроме того, Улемеку были предъявлены обвинения в убийстве Ивана Стамболича и покушении на убийство Вука Драшковича, повлекшем за собой смерть четырёх человек.
В июне 2005 года был приговорён к 15 годам лишения свободы за причастность к гибели четырёх человек в автомобильной катастрофе на Ибарском шоссе.
В июле 2005 года приговорён к 40 годам за убийство Стамболича и покушение на убийство Драшковича.
В мае 2007 года осуждён на 40 лет лишения свободы за убийство Зорана Джинджича.
В январе 2008 года Улемек получил ещё 40 лет тюрьмы за причастность к убийствам членов враждебных преступных группировок — Бранислава «Дуги» Лаиновича, Зорана Ускоковича, Тодора Гардаешвича, Срджана Люича, Желько Бодиша, братьев Средое и Зорана Шлюкича, Йована «Цунера» Гузияна, Ивицы Йовановича, Желько Шкрбы, Ненада Баточанина. Также его признали виновным в похищении Сувада Мусича.
В 2012 году против Улемека возбуждено уголовное дело по факту попытки организации государственного переворота в 2001 году. 14 июня 2019 года решением Апелляционного суда Белграда эти обвинения в отношении Улемека были сняты в связи с недостаточностью доказательной базы.

## Интересные факты
- Перед самым началом уголовного преследования взял фамилию жены — Лукович.
- Автор нескольких книг, в том числе о своей службе во Французском иностранном легионе.
- Во время событий 5 октября 2000 года вместе с другими командирами армии и милиции перешёл на сторону Воислава Коштуницы и Зорана Джинджича.
- После провозглашения независимости Косова «Легия» обратился к властям Сербии с просьбой отправить его на фронт. Просьба осталась без внимания.
- В июне 2001 года Улемек ушёл в отставку с поста командира «Красных беретов» после того, как его обвинили в поджоге дискотеки в городе Куле[6][7] и пьяной драке в белградском кафе, в ходе которой Улемек с напарником избили полицейского[8].